# Creyssac
Creyssac es una comuna francesa situada en el departamento de Dordoña, en la región Nueva Aquitania.

## Demografía
| 110 | 95 | 94 | 83 | 81 | 99 | 97 |
| Para los censos de 1962 a 1999 la población legal corresponde a la población sin duplicidades (Fuente: INSEE [Consultar]) |    |    |    |    |    |    |